# 石山 (札幌市)
石山（いしやま）は北海道札幌市南区の地名。豊平川が東から北へと屈曲するあたりの右岸沿いに広がる。地域の名を冠した石山通（国道230号）が中央部を東西に走る。
また石山地区の東側、真駒内川左岸沿いの一帯は石山東と呼ばれている。川と並行して真駒内通（国道453号）が南北に走っている。

## 歴史
古くはアイヌ語で「ウコッ・シリネイ（互いに山がくっついたところ）」と呼ばれていた。その後、地域を流れる穴の沢から名前を取って「穴の川尻」や「穴の川沿」などの地区が作られた。
1872年（明治5年）、お雇い外国人アンチセルによって札幌軟石が発見され、開拓使の意向で採掘が始まった。1876年（明治9年）には山鼻からの道路が開かれたことで採掘がさらに進行する。また同年には山鼻屯田兵村の追給地となり、通い作が行われるようになった。1891年（明治14年）の『開拓使事業報告書』には一帯を指して「石山」と呼称した記録が見られる。
1884年（明治17年）には軟石採掘とは別口での開墾が始まり、1890年（明治23年）には水田も開かれた。
1910年（明治43年）、札幌石材馬車鉄道が開通し、後にその経路は石山通と呼ばれるようになる。
1944年（昭和19年）、字名改正によって地名が正式に「石山」となった。

## 施設

### 石山の施設
- 定山渓鉄道線 石切山駅（廃止）
  - 石山振興会館（石山1-3）
- 市立札幌啓北商業高等学校（石山1-2）
- 札幌市立石山中学校（石山2-8）
- 札幌市立石山緑小学校（石山1-4）
- 札幌市立石山南小学校（2019年閉校）（石山2-8）
- 札幌市立藤の沢小学校（石山528）
- 森の幼稚園（石山1132-1）
- 札幌石山保育園（石山1-4）
- 石山神社（石山254）
- 石山緑地
- 豊羽鉱山選鉱所（廃止）

### 石山東の施設
- 札幌市立石山東小学校（石山東5）
- 北海道札幌養護学校 もなみ学園分校（石山東3）
- 佛願寺（石山東6）